# Forks
Forks est une ville du comté de Clallam, situé dans l'État de Washington aux États-Unis.
Au recensement de 2010, elle comptait 3 532 habitants.
Son nom rappelle sa localisation géographique, à la fourche (forks, en anglais) de plusieurs rivières.

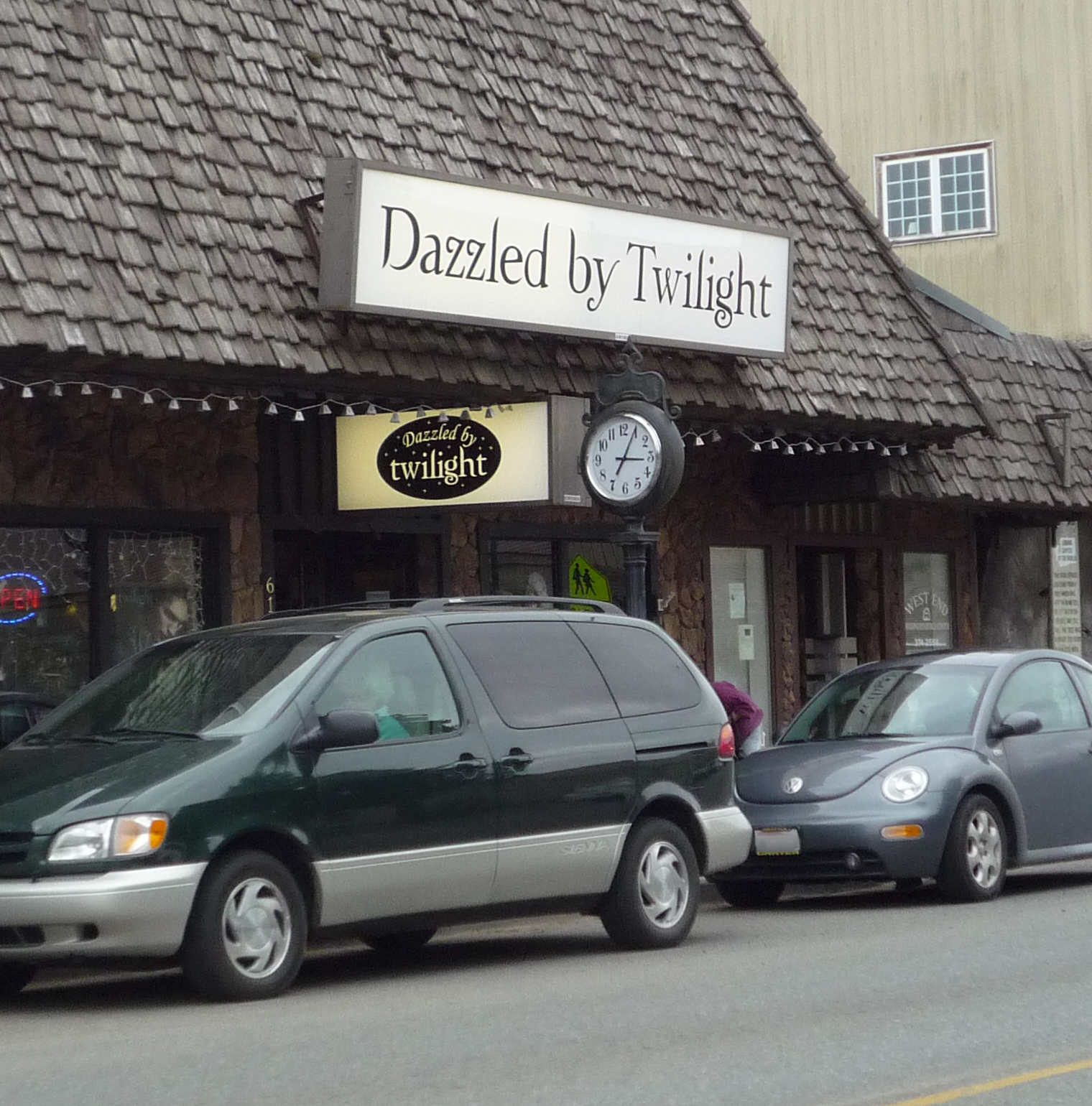
Magasin Twilight à Forks

Forks est une destination populaire auprès des amateurs de pêche sportive.
C'est aussi le lieu principal où se déroule l'action de la saga Twilight écrite par Stephenie Meyer.
On y trouve un musée de la foresterie, le Forks Timber Museum.